# 664 a.C.

## Eventos
- 29a olimpíada, Quionis da Lacônia vencedor do estádio ele venceria de novo na 30a e na 31a olimpíada.[1] Quionis também era saltador, e a distância que ele pulava foi registrada por Eusébio e por Júlio Africano, respectivamente, de 22 pés [1] e 52 pés.[2] O recorde de Quionis,[nota 1] se fosse incluído nos jogos olímpicos modernos, só seria batido em 1952.[3][nota 2]